# Volleybalclub Zwolle 2023-2024 (femminile)
Questa voce raccoglie le informazioni riguardanti il Volleybalclub Zwolle nelle competizioni ufficiali della stagione 2023-2024.

## Stagione
Il Volleybalclub Zwolle partecipa alla stagione 2023-24 con la denominazione sponsorizzata Djopzz VC Zwolle Topvolleybal.
Si classifica al quarto posto nella regular season di Eredivisie, accedendo alla Poule A, dalla quale si classifica ai play-off scudetto, dove viene eliminato ai quarti di finale dalla Dynamo Apeldoorn. Si spinge invece fino in finale in Coppa dei Paesi Bassi, sconfitto dall'Apollo 8.
In ambito europeo è di scena in Challenge Cup, estromesso dalle greche del Panathīnaïkos ai trentaduesimi di finale.

## Organigramma societario
Area direttiva
- Presidente: Edwin van den Broek
- Manager: Hans Stindt

Area tecnica
- Allenatore: Pascal Veneman
- Secondo allenatore: Matthieu van den Broeke
- Assistente allenatore: Sven de Vries, Wilfries Groothuis
- Scoutman: Rick van Andel
- Preparatore atletico: Jorden Bres

Area sanitaria
- Fisioterapista: Arjen Tjalma, Laura Mondria

## Rosa
| N° | Nome                | Ruolo | Data di nascita   | Nazionalità sportiva |
| -- | ------------------- | ----- | ----------------- | -------------------- |
| 1  | Veerle Buchwald     | L     | 20 febbraio 2005  | Paesi Bassi          |
| 2  | Sanne Konijnenberg  | P     | 30 agosto 2004    | Paesi Bassi          |
| 3  | Yara van de Ven     | L     | 21 giugno 2002    | Paesi Bassi          |
| 4  | Britt Rösler        | O     | 20 agosto 2002    | Paesi Bassi          |
| 5  | Frederique van Veen | C     | 1º settembre 2003 | Paesi Bassi          |
| 6  | Lisa Nobel          | S     | 7 agosto 2000     | Paesi Bassi          |
| 8  | Lara Hendricks      | S     | 6 ottobre 2000    | Paesi Bassi          |
| 9  | Charlot Vellener    | P     | 30 maggio 2001    | Paesi Bassi          |
| 10 | Jet Kok             | S     | 17 luglio 2004    | Paesi Bassi          |
| 11 | Emily Silderhuis    | C     | 19 gennaio 2004   | Paesi Bassi          |
| 12 | Tess de Vries       | O     | 21 marzo 2001     | Paesi Bassi          |
| 14 | Susan Schut         | S     | 28 marzo 2003     | Paesi Bassi          |
| 19 | Marianne het Lam    | C     | 9 settembre 1991  | Paesi Bassi          |
| -  | Kyara de Maar       | L     | 2007              | Paesi Bassi          |
| -  | Geanna Plas         | S     | -                 | Paesi Bassi          |
| -  | Jolien Sinnema      | S     | 12 marzo 1992     | Paesi Bassi          |
| -  | Lieke Roozeboom     | S     | -                 | Paesi Bassi          |

## Risultati

### Coppa dei Paesi Bassi
| Ottavi di finale - 20 dicembre 2024 Ark van Oost, Nimega          | Pegasus          | 0 - 3 | Zwolle   | 17-25, 17-25, 15-25        |
| Quarti di finale - 25 gennaio 2024 Omnisport Apeldoorn, Apeldoorn | Dynamo Apeldoorn | 1 - 3 | Zwolle   | 17-25, 20-25, 25-16, 14-25 |
| Semifinali - 10 febbraio 2024 Galgenwaard Sportcentrum, Utrecht   | Utrecht          | 0 - 3 | Zwolle   | 17-25, 13-25, 21-25        |
| Finale - 1º aprile 2024 Maaspoort, 's-Hertogenbosch               | Zwolle           | 1 - 3 | Apollo 8 | 20-25, 28-26, 22-25, 21-25 |

### Challenge Cup
| Trentaduesimi di finale (andata) - 11 ottobre 2023 Kleisto Gīpedo Panagiōtīs Gkazgkas, Atene | Panathīnaïkos | 3 - 1 | Zwolle        | 28-26, 21-25, 25-18, 25-16 |
| Trentaduesimi di finale (ritorno) - 18 ottobre 2023 Landstede Sportcentrum, Zwolle           | Zwolle        | 1 - 3 | Panathīnaïkos | 24-26, 23-25, 25-21, 18-25 |

## Statistiche

### Statistiche di squadra
| Competizione          | Punti | In casa | In casa | In casa | In trasferta | In trasferta | In trasferta | Totale | Totale | Totale |
| Competizione          | Punti | G       | V       | P       | G            | V            | P            | G      | V      | P      |
| --------------------- | ----- | ------- | ------- | ------- | ------------ | ------------ | ------------ | ------ | ------ | ------ |
| Eredivisie            | 35/5  | 13      | 8       | 5       | 13           | 7            | 6            | 26     | 15     | 11     |
| Coppa dei Paesi Bassi | -     | 0       | 0       | 0       | 3            | 3            | 0            | 4      | 3      | 1      |
| Challenge Cup         | -     | 1       | 0       | 1       | 1            | 0            | 1            | 2      | 0      | 2      |
| Totale                | -     | 14      | 8       | 6       | 17           | 10           | 7            | 32     | 18     | 14     |

### Statistiche dei giocatori
| Giocatrice      | Eredivisie | Eredivisie | Eredivisie | Eredivisie | Eredivisie | Challenge Cup | Challenge Cup | Challenge Cup | Challenge Cup | Challenge Cup |
| Giocatrice      | P          | PT         | AV         | MV         | BV         | P             | PT            | AV            | MV            | BV            |
| --------------- | ---------- | ---------- | ---------- | ---------- | ---------- | ------------- | ------------- | ------------- | ------------- | ------------- |
| V. Buchwald     | ?          | 0          | 0          | 0          | 0          | 0             | 0             | 0             | 0             | 0             |
| K. de Maar      | ?          | 0          | 0          | 0          | 0          | -             | -             | -             | -             | -             |
| T. de Vries     | ?          | 134        | 113        | 15         | 6          | 0             | 0             | 0             | 0             | 0             |
| L. Hendricks    | ?          | 111        | 91         | 14         | 6          | 1             | 6             | 6             | 0             | 0             |
| M. het Lam      | ?          | 252        | 176        | 53         | 23         | 1             | 12            | 8             | 2             | 2             |
| J. Kok          | ?          | 320        | 263        | 24         | 33         | 1             | 19            | 18            | 1             | 0             |
| S. Konijnenberg | ?          | 27         | 14         | 7          | 6          | 1             | 2             | 1             | 0             | 1             |
| L. Nobel        | ?          | 132        | 104        | 8          | 20         | 1             | 3             | 1             | 1             | 1             |
| G. Plas         | ?          | 0          | 0          | 0          | 0          | -             | -             | -             | -             | -             |
| L. Roozeboom    | ?          | 1          | 0          | 0          | 1          | -             | -             | -             | -             | -             |
| B. Rösler       | ?          | 146        | 119        | 11         | 16         | 1             | 9             | 7             | 1             | 1             |
| S. Schut        | ?          | 121        | 102        | 2          | 17         | 0             | 0             | 0             | 0             | 0             |
| E. Silderhuis   | ?          | 285        | 205        | 72         | 8          | 1             | 7             | 4             | 2             | 1             |
| J. Sinnema      | ?          | 0          | 0          | 0          | 0          | 1             | 0             | 0             | 0             | 0             |
| Y. van de Ven   | ?          | 0          | 0          | 0          | 0          | 1             | 0             | 0             | 0             | 0             |
| F. van Veen     | ?          | 11         | 5          | 6          | 0          | 0             | 0             | 0             | 0             | 0             |
| C. Vellener     | ?          | 55         | 21         | 9          | 25         | 1             | 3             | 2             | 0             | 1             |

P = presenze; PT = punti totali; AV = attacchi vincenti; MV = muri vincenti; BV = battute vincenti

NB: Non sono disponibili i dati relativi alla Coppa dei Paesi Bassi e, di conseguenza, quelli totali